# ママイ
株式会社ママイは、愛媛県でスーパーマーケットを展開していた新居浜市の小売業者。

## 沿革
- 1976年2月 - 川之江店開店[3]。
- 1977年
  - 3月 - 駅前店、宮川店をスーパータイヨより吸収[3]。
  - 6月 - 西之土居店、角野店をスーパータイヨより吸収[3]。
- 1978年10月 - 本部移転[3]。
- 1989年7月 - ピアシティに資本参加[3]。
- 1991年3月 - 株式会社ママイに社名変更[3]。
- 1993年
  - 3月 - 新居浜市に本部を移転[3]。
  - 7月 - 決算期を1月から8月に変更[3]。
- 2024年
  - 3月1日 - クスリのアオキホールディングスが株式の33.4%を取得。[4]
  - 9月1日 - クスリのアオキが吸収合併し、消滅[5]。

## 店舗形態
かつては店舗面積等や出店年度に応じて複数のブランドを持っていたが、2010年前後から改装や建て替え、閉店などが相次ぎ現在は｢フレッシュバリュー｣に一本化されている。
2014年12月時点で使用されているブランド
- フレッシュバリュー
  - フレッシュバリューラヴィ
ジョー・プラの1階に出店。旧ダイエー南松山店の食品売り場。

廃止されたブランド
- ママイ
  - ピアシティ
- M2
- バリュー
- バリュー市場

2013年1月時点で、M2とバリューは新居浜市内のみに店舗があった。

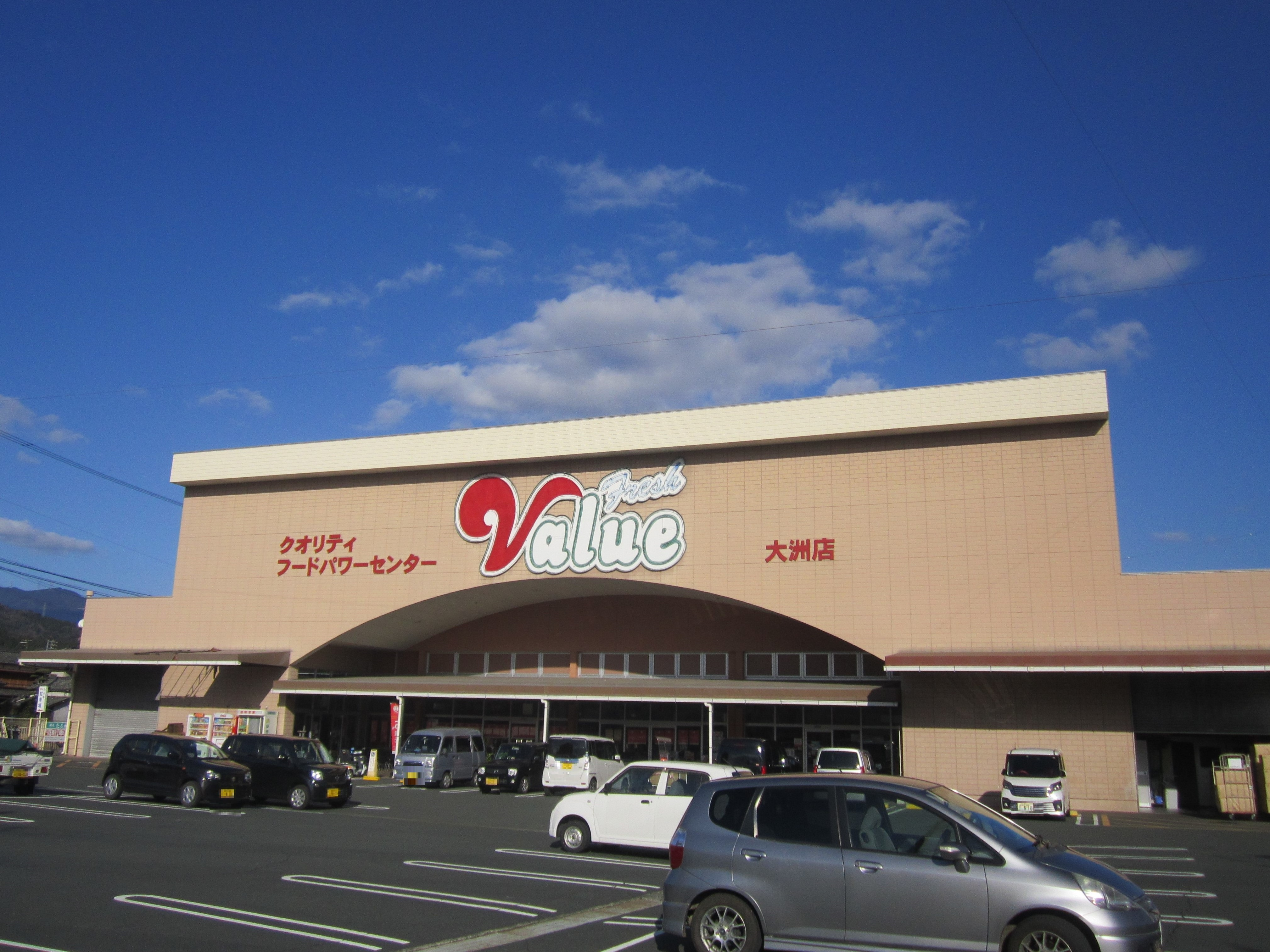
店舗の一例：フレッシュバリュー大洲店 (大洲市)
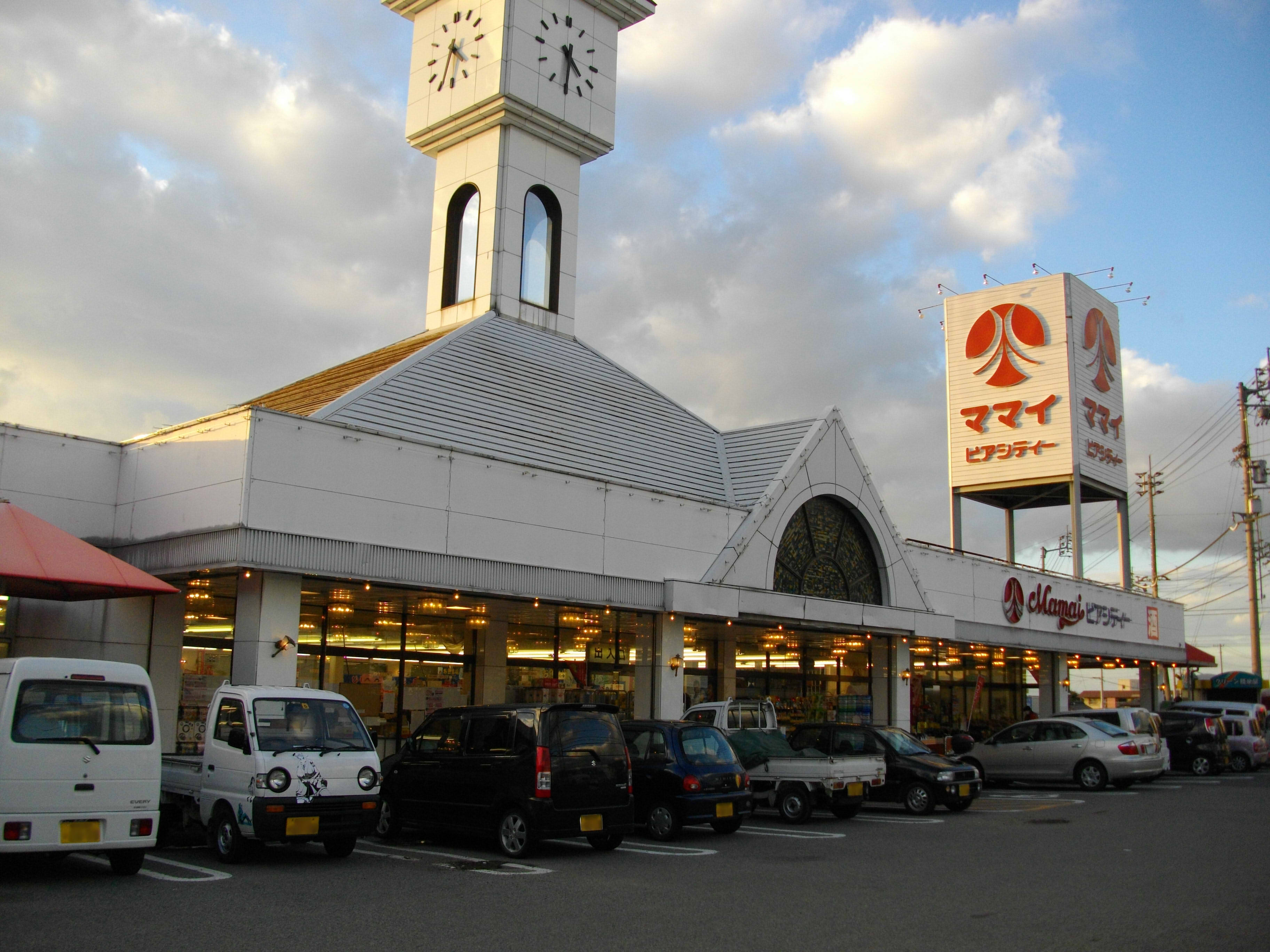
店舗の一例：ピアシティー土居　(現在はフレッシュバリュー 土居店) (四国中央市・旧土居町)
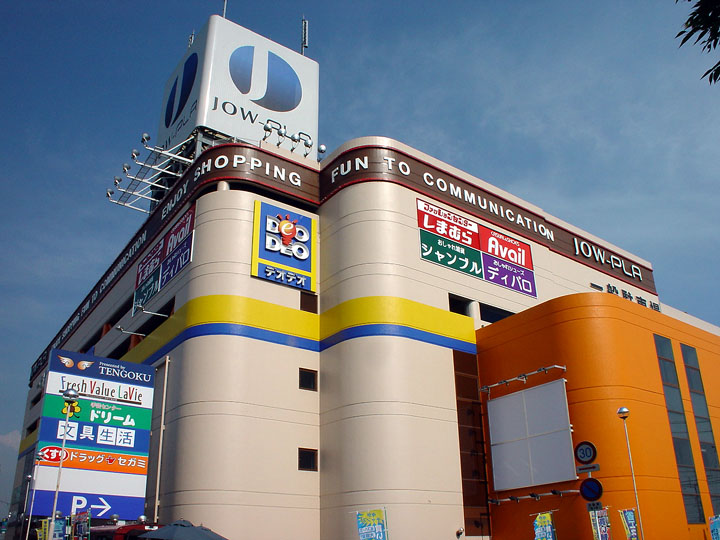
フレッシュバリューラヴィの入居するジョー・プラ （松山市）

## 特徴
主に愛媛県東予地区で展開しており、ほかにも松山市・伊予市・大洲市に出店している。かつては県外唯一の店舗として香川県高松市に「ミラクルタウン郷東店」を出店していたが、2022年7月末で閉店している。
2009年11月時点で毎週火曜日と水曜日に99円均一セールを行っていたが、2014年4月より消費税が8%に増税され95円均一の税込102円となる。
東予地区の一部ではポイントサービスを開始。210円（税込）で1ポイント貯まり、一定のポイントを貯めれば商品と交換できる。毎週火曜日には「ポイント3倍」、毎月5日と第3土曜日にはフレッシュバリューの日として、「ポイント5倍」セールなどを行っている。
クスリのアオキによる買収以前はCGCグループ加盟していた。